# MC Babo
MC Babo, pseudonimo di Eduardo Davalos De Luna (Santa Catarina, 16 novembre 1976), è un rapper messicano.
È un rapper messicano e conosciuto anche come Babo e MC Babo, meglio conosciuto come leader del gruppo Cartel de Santa.

## Discografia
- 2002 – Cartel de Santa
- 2004 – Vol.II
- 2006 – Volumen Prohibido
- 2008 – Vol.IV
- 2010 – Sincopa
- 2012 - Me Atizo Macizo tour en vivo desde el D.F.
- 2014 - Golpe Avisa
- 2016 - Viejo Marihuano